# Psellocoptus
Psellocoptus is een geslacht van spinnen uit de familie van de loopspinnen (Corinnidae).

## Soorten
- Psellocoptus buchlii Reiskind, 1971
- Psellocoptus flavostriatus Simon, 1896
- Psellocoptus prodontus Reiskind, 1971